# Tratado de Olomouc (1850)
El Tratado de Olmütz (en alemán: Olmützer Punktation), también llamado Acuerdo de Olmütz, fue un tratado entre Prusia y Austria, fechado el 29 de noviembre de 1850, por el cual Prusia abandonó la Unión de Erfurt y aceptó el renacimiento de la Confederación alemana bajo el liderazgo austríaco.
El tratado fue el resultado de una conferencia celebrada en Olmütz en el margraviato austríaco de Moravia (actual Olomouc, República Checa). También se conoce como la "humillación de Olmütz", ya que el tratado fue visto por muchos como una capitulación de los prusianos a los austriacos.
La razón del tratado fue un conflicto entre Prusia y Austria sobre el liderazgo en la Confederación Alemana. La confederación, dominada por Austria, había sido disuelta en las revoluciones de 1848 y había pasado por la Asamblea de Frankfurt. Después del fracaso de la Asamblea de Frankfurt, Prusia, a principios de 1850, tuvo éxito con la iniciativa de la Unión de Erfurt, una federación liderada por Prusia de la mayoría de los estados alemanes.
Un conflicto entre el Elector de Hesse y sus súbditos fue la causa de que el canciller austríaco Felix zu Schwarzenberg aislara aún más a Prusia. Los ejércitos austríacos y aliados avanzaron hacia el Electorado de Hesse. El 8 de noviembre de 1850, el ejército prusiano estaba cerca de atacar  Baviera, un aliado de Austria, cerca de Fulda-Bronnzell.
Prusia decidió entonces ceder, en parte porque el zar Nicolás I de Rusia había elegido el lado de Austria en las negociaciones de Varsovia en octubre de 1850. Prusia renunció a su reclamo por el liderazgo de los estados alemanes. Al mismo tiempo, la Confederación alemana fue restaurada. Prusia se sometió al liderazgo austriaco de la confederación, acordó desmovilizarse y participar en la intervención de la Dieta alemana en Hesse y Holstein y renunció a cualquier reanudación de la Unión de Erfurt.